# August Schnezler
Ferdinand Alexander August Schnezler (* 4. August 1809 in Freiburg im Breisgau; † 11. April 1853 in München) war ein deutscher Dichter, Redakteur und Sagensammler.
Schnezler studierte in Freiburg im Breisgau und München Philosophie, Geschichte und Naturwissenschaften. Von 1833 bis 1838 im badischen Staatsdienst als Postbeamter, danach wandte er sich der literarischen Tätigkeit zu.
Schnezler war Mitarbeiter bei verschiedenen Zeitschriften, redigierte mit Ignaz Hub und Ferdinand Freiligrath von 1838 bis 1841 das „Rheinische Odeon“. Neben Gedichtsammlungen, Lustspielen und Novellen erlangte er Bekanntheit mit der Herausgabe der Sagensammlung „Badisches Sagen-Buch“  (2 Bände, Karlsruhe, 1846).
Einige der Sagen übernahm er auch von dem Sagensammler Bernhard Baader.
Die umfassendste  Auflistung, gerade auch der weniger bekannten literarischen Texte Schnezlers, findet sich in einem Sammelband von Ignaz Hub.